# اسماعیل‌آباد (نهبندان)
اسماعیل‌آباد روستایی در دهستان شوسف بخش شوسف شهرستان نهبندان استان خراسان جنوبی ایران است. بر پایه سرشماری عمومی نفوس و مسکن در سال ۱۳۹۰ جمعیت این روستا ۳۰۹ نفر (در ۸۲ خانوار) بوده‌است.